# Воєводівка (Сіверськодонецький район)
Воєво́дівка — село в Україні, у Сєвєродонецькій міській громаді Сєвєродонецького району Луганської області. Розташоване між містами Сєвєродонецьк та Рубіжне.

## Походження назви
Існує кілька теорій з походження назви:
1. Від посади воєводи, яку обіймав власник цих земель граф Гендріков[1].
2. Від слова «воєводити» — водити ватаги розбійників. На ті часи часто селяни тікали від жорстоких поміщиків, згодом грабували їх на дорогах. За те поміщики називали розбійниками або «воєводами».
3. Від «воєводського посту», який міг організувати Бахмутський воєвода для охорони людного місця на переправі через Донець і збору мита чи податку.

### Гендриківка
Декілька років село мало назву Гендриківка. На плані 1764 року позначено Гендриківка, а на планах 1767 і 1784 років — Воєводівка.

## Історія

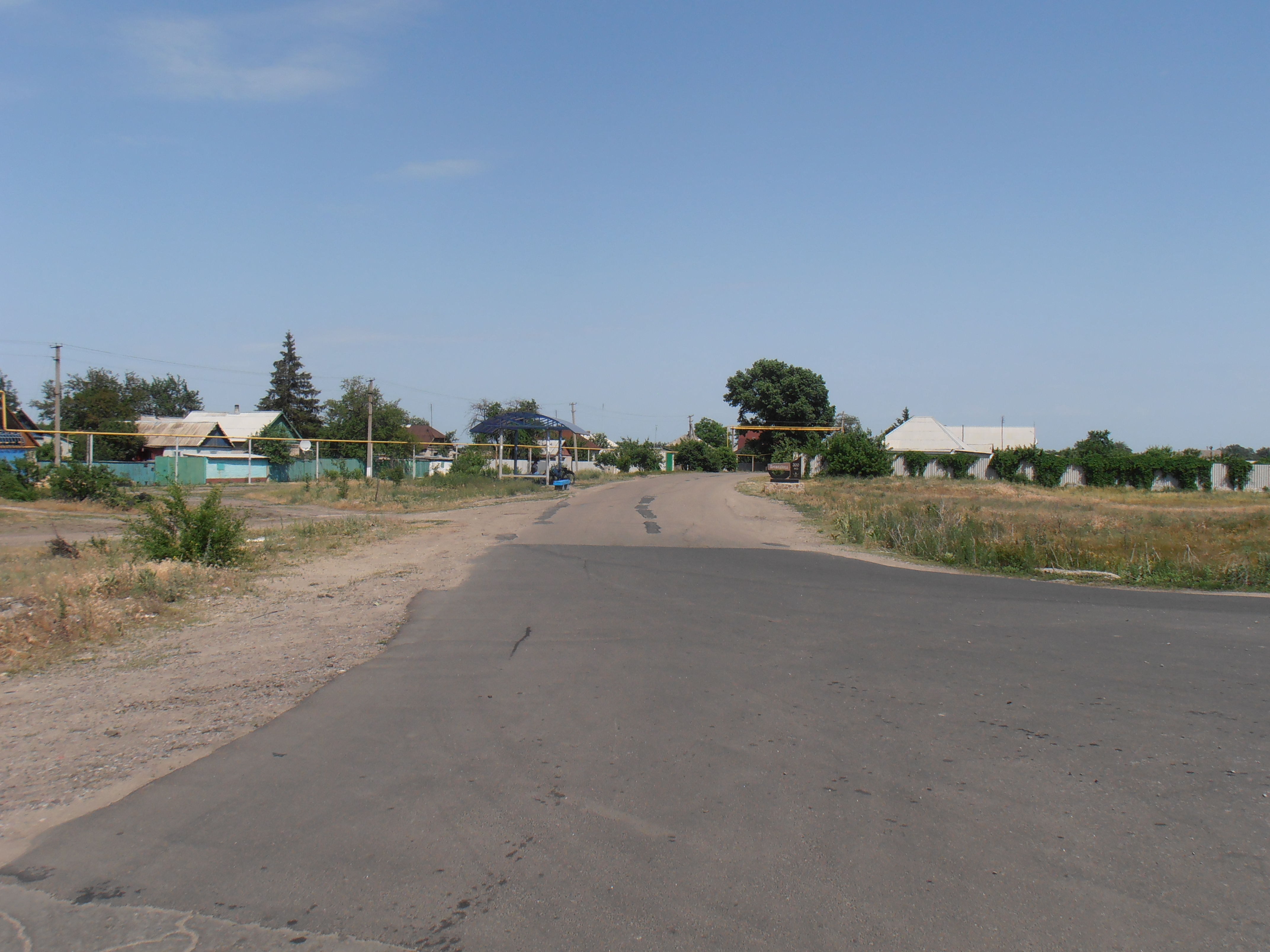
Початок Кооперативної вулиці.

Вважається, що село засноване у 1707 році.
Початково село розташовувалося на лівому березі Борової ближче до Сіверського Дінця (поблизу чи при впадінні). Академік Гільденштадт, який мандрував цим краєм у 1774 році і описував його, залишив свідчення, що «в 14 верстах от Краснянки, ниже по Донцу, лежит Воеводовка». А це як раз на лівому березі Борової. За думкою місцевих краєзнавців, може існувати кілька причин з перенесення села. Можливо змінилося русло річок, можливо втомившись від постійних повеней мешканці пересилилися на правий берег річки, який зазвичай крутіший. На плані 1767 року напроти Воєводівки позначено балку, яка спускається до Дінця, з написом «Синецкий брод».
У 1753 році на правому березі Сіверського Дінця виникає Слов'яносербія. Саме в той час граф Гендріков отримує у власність землі на лівому березі Сіверського Дінця. Приблизно у 1760 році він будує у селі Архангельську церкву.
У 1757 році у селі було 80 дворів. 1757 року генерал-аншеф Гендриков купив у Єгора Смольянинова два млини з ділянками землі при них. При переписі 1778 року у селі мешкало 160 чоловіків і 148 жінок.
Село постраждало внаслідок геноциду українського народу, вчиненого урядом СССР у 1932—1933 роках, кількість встановлених жертв — 52 людей.
З 1997 року село належить до Сєвєродонецької міської ради. 2006 року село газифіковано.

## Вулиці Воєводівки

Свято-Миколаївський храм-каплиця у селі

- Кооперативна
- Підгорна
- Польова
- Шкільна

## Будівлі
- Відділення поштового зв'язку (вул. Шкільна, 5)
- Свято-Миколаївський храм-каплиця

## Економіка

### Транспорт
Безпосередньо дотикається до села автотраса Р-66. По ній проходять всі маршрути з Сєвєродонецька в сторону Харкова, Києва. Крім того по вулиці Кооперативній проходить міський маршрут № 110 від Воєводівки до м. Сєвєродонецька.
Найближчими залізничними станціями є ст. Насветевич у м. Лисичанську та ст. Рубіжне у м. Рубіжному.
Найближчим аеропортом є Сєвєродонецьк.

## Цікаві факти
- У 2006 році розбираючи старий будинок у селі, власники знайшли у фундаменті пам'ятку тих часів, що підтверджує близькість графа Гендрикова до імператриці Єлизавети, яка і титулувала його. Це чавунна відливка знаку імператриці, який їй придумав Григорій Потьомкін. Знак являє собою щит з вензелем літери «Є», з боків букви «И» — імператриця й «К» — княгиня. По обидва боки від щита — русалки з мечами і щитами. Посередині над щитом, мабуть, кріпився орел, бо лишилося лише кріплення і «лапки» від орла.

## Галерея

Загальний вигляд.
Кооперативна вулиця на розі з автотрасою Р-66.